# Bavariella brevicilia
Bavariella brevicilia är en tvåvingeart som beskrevs av Belanovsky 1931. Bavariella brevicilia ingår i släktet Bavariella och familjen parasitflugor. Inga underarter finns listade.